# Stenochariergus
Stenochariergus är ett släkte av skalbaggar. Stenochariergus ingår i familjen långhorningar.
Kladogram enligt Catalogue of Life:
| Stenochariergus | \| \| Stenochariergus dorianae \| \| \| \| \| \| Stenochariergus hollyae \| \| \| \| |
|                 | \| \| Stenochariergus dorianae \| \| \| \| \| \| Stenochariergus hollyae \| \| \| \| |
|                 | Stenochariergus dorianae                                                             |
|                 |                                                                                      |
|                 | Stenochariergus hollyae                                                              |
|                 |                                                                                      |